# Oligostachyum bilobum
Oligostachyum bilobum là một loài thực vật có hoa trong họ Hòa thảo. Loài này được W.T.Lin & Z.J.Feng mô tả khoa học đầu tiên năm 1994.